# Qihama
Qihama (kinesiska: 齐哈玛) är en köping i nordvästra Kina. Den ligger i Maqu härad i den autonoma prefekturen Gannan för tibetaner i provinsen Gansu, omkring 340 kilometer sydväst om provinshuvudstaden Lanzhou. Antalet invånare är 5 658. Befolkningen består av 2 732 kvinnor och 2 926 män. Barn under 15 år utgör 29,0 %, vuxna 15-64 år 64 %, och äldre över 65 år 6,0 %.